# Bars, Dordogne
Bars (trong tiếng Occitan Barç) là một xã của Pháp, nằm ở tỉnh Dordogne trong vùng Aquitaine của Pháp. Xã này có diện tích 22,58 km2, dân số năm 2007 là 239 người. Xã Bars nằm ở khu vực có độ cao trung bình 250 m trên mực nước biển.

## Thông tin nhân khẩu
| Năm    | 1962 | 1968 | 1975 | 1982 | 1990 | 1999 | 2007 |
| ------ | ---- | ---- | ---- | ---- | ---- | ---- | ---- |
| Dân số | 324  | 319  | 254  | 228  | 217  | 214  | 239  |